# Северная (верхний приток Вонданки)

Северная — река в России, протекает в Октябрьском районе Костромской области и Даровском районе Кировской области. Устье реки находится в 50 км по левому берегу реки Вонданка. Длина реки составляет 11 км.
Исток реки в Костромской области в лесном массиве у нежилой деревни Ончутенки близ границы с Кировской областью в 32 км к юго-востоку от Боговарова. Рядом с истоком Северной находится исток реки Сосновка, притока Луптюга, здесь проходит водораздел Моломы и Ветлуги. Река течёт на юго-восток по ненаселённому лесу, в нижнем течении перетекает в Кировскую область. Принимает справа приток — Секаиху. Впадает в Вонданку в урочище Погали ниже села Верхвонданка.

## Данные водного реестра
По данным государственного водного реестра России относится к Камскому бассейновому округу, водохозяйственный участок реки — Вятка от города Киров до города Котельнич, речной подбассейн реки — Вятка. Речной бассейн реки — Кама.
По данным геоинформационной системы водохозяйственного районирования территории РФ, подготовленной Федеральным агентством водных ресурсов:
- Код водного объекта в государственном водном реестре — 10010300312111100035560
- Код по гидрологической изученности (ГИ) — 111103556
- Код бассейна — 10.01.03.003
- Номер тома по ГИ — 11
- Выпуск по ГИ — 1